# La Tour-Saint-Gelin
La Tour-Saint-Gelin ist eine französische Gemeinde mit 502 Einwohnern (Stand: 1. Januar 2022) im Département Indre-et-Loire in der Region Centre-Val de Loire; sie gehört zum Arrondissement Chinon und zum Kanton Sainte-Maure-de-Touraine.

## Geographie
Die Gemeinde La Tour-Saint-Gelin liegt im Regionalen Naturpark Loire-Anjou-Touraine, etwa 20 Kilometer südöstlich von Chinon. Nachbargemeinden von La Tour-Saint-Gelin sind Brizay im Norden, Theneuil im Nordosten, Chezelles im Osten, Courcoué im Süden, Chaveignes im Südwesten, Champigny-sur-Veude im Westen sowie Lémeré im Nordwesten.

## Bevölkerungsentwicklung
| Jahr                       | 1962 | 1968 | 1975 | 1982 | 1990 | 1999 | 2011 | 2021 |
| Einwohner                  | 771  | 761  | 667  | 596  | 549  | 534  | 545  | 508  |
| Quellen: Cassini und INSEE |      |      |      |      |      |      |      |      |

## Sehenswürdigkeiten

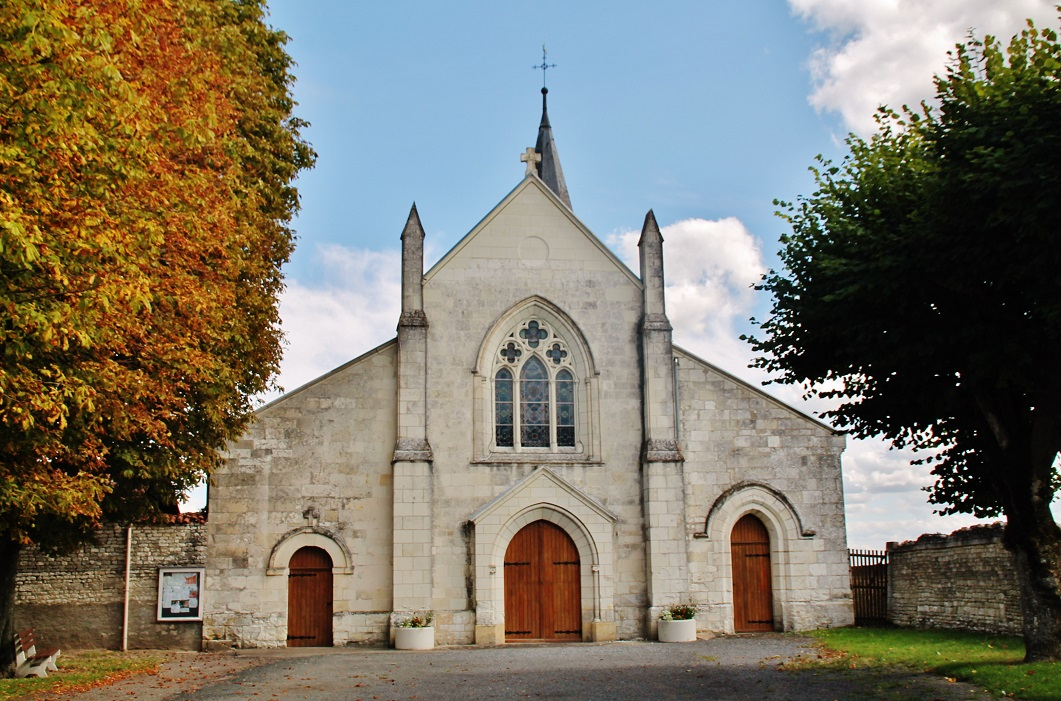
Kirche Saint-Gelin
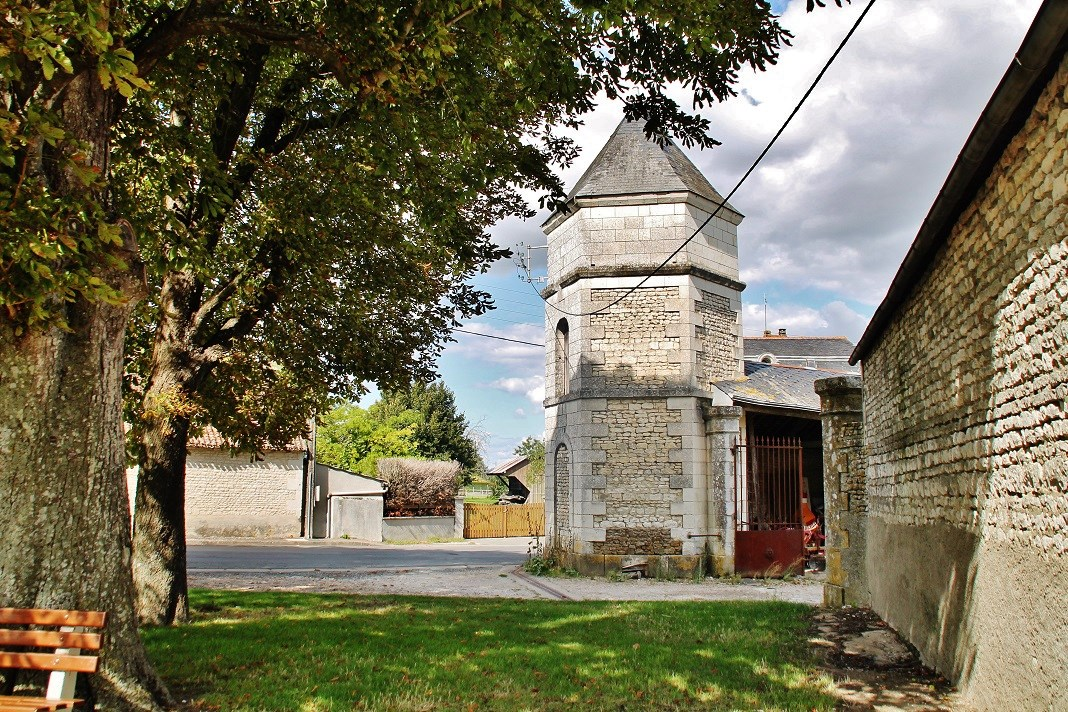
Turm
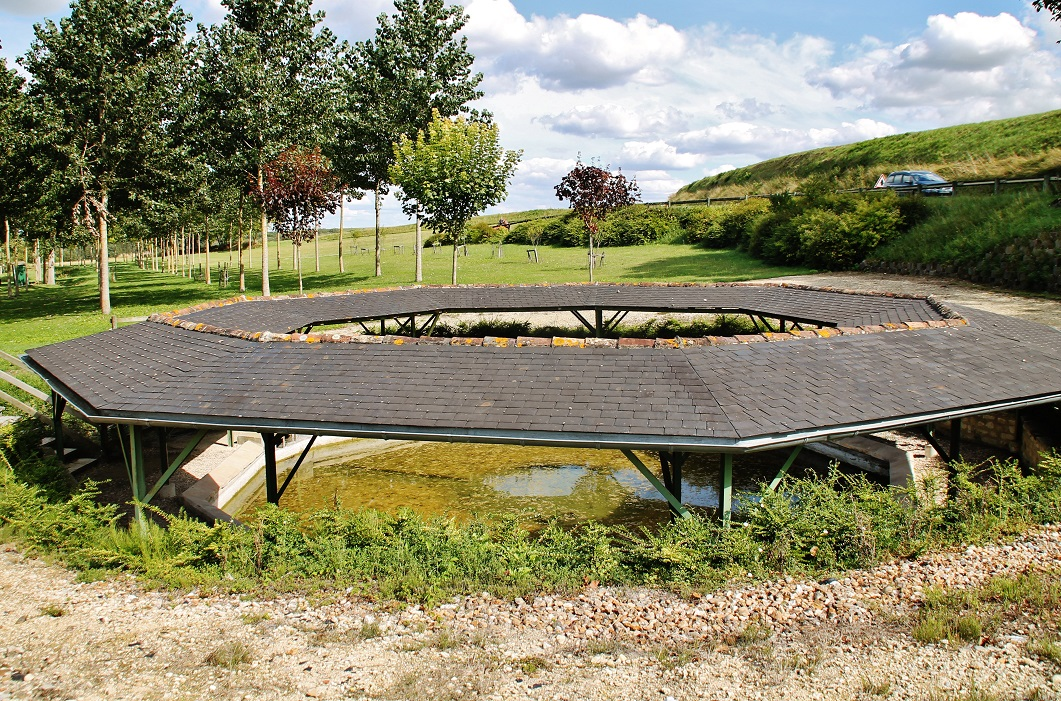
Lavoir

- Kirche Saint-Gelin
- Turm
- Lavoir